# زهرة اللوتس (فلم)
زهرة اللوتس (Bông Sen) فيلم جزائري فيتنامي انتج عام 1998 يحكي عن سنوات النضال في الجزائر و في فيتنام إبان الثورة الجزائرية و حرب الهند الصينية الأولى، أخرج الفيلم المخرجين الجزائري عمار العسكري و الفيتنامي تران داك. مثل فيه إلى جانب ممثلين جزائريين و فيتناميين عدد من الممثلين الفرنسيين.

## الملخص
فيلم تاريخي روائي، في الجزائر الاستعمارية، يلتحق مواطن بالجيش الفرنسي بعد أن قتل المستوطنون عائلته يوم زفافه. ثم يُنقل إلى الهند الصينية.